# Mey Rahola
Mey Rahola de Falgàs née à León, Espagne le 25 mars 1897 et morte le 17 août 1959 à Vaucresson, Île-de-France, France, est une photographe catalane. Elle s’intéresse au début de sa carrière à la vie quotidienne, à l'intérieur de sa maison, à ses enfants ; puis aux paysages qui l'entourent, à Cadaqués et aux pêcheurs. Étant navigatrice, elle photographie aussi des régates et plus généralement le sport. Elle est considérée comme l'une des premières femmes à se faire un nom dans le domaine de la photographie artistique espagnole et à s'être fait une place sur la scène de la photographie amateur des années 1930 en Catalogne.  

## Biographie
Son nom complet est María del Remedio Rahola de Falgàs. Elle est née à León et a grandi à Madrid. Son père, Francisco Rahola Puignau, ingénieur de la Compañía de Ferro carriles del Norte et passionné de photographie, est membre de la petite noblesse de la famille Falgàs (ou Falgars) de l'Empordà. Elle est l'aînée de sept frères et sœurs. À Madrid, elle étudie dans une école du Sacré-Cœur et complète sa formation par des études de piano. Elle passe ses étés à Cadaqués, la ville d'origine de son père, dans la « maison de Madrid » de la rue Vigilante.
En 1921, Mey Rahola épouse l'avocat et homme politique républicain Josep Xirau Palau, héritier d'une famille de juristes de Figueras. Pour les études de Xirau, ils vivent à Séville, Berne et Rome, et ils s'installent finalement dans un appartement de la Gran Via à Barcelone.  

## Carrière de photographe

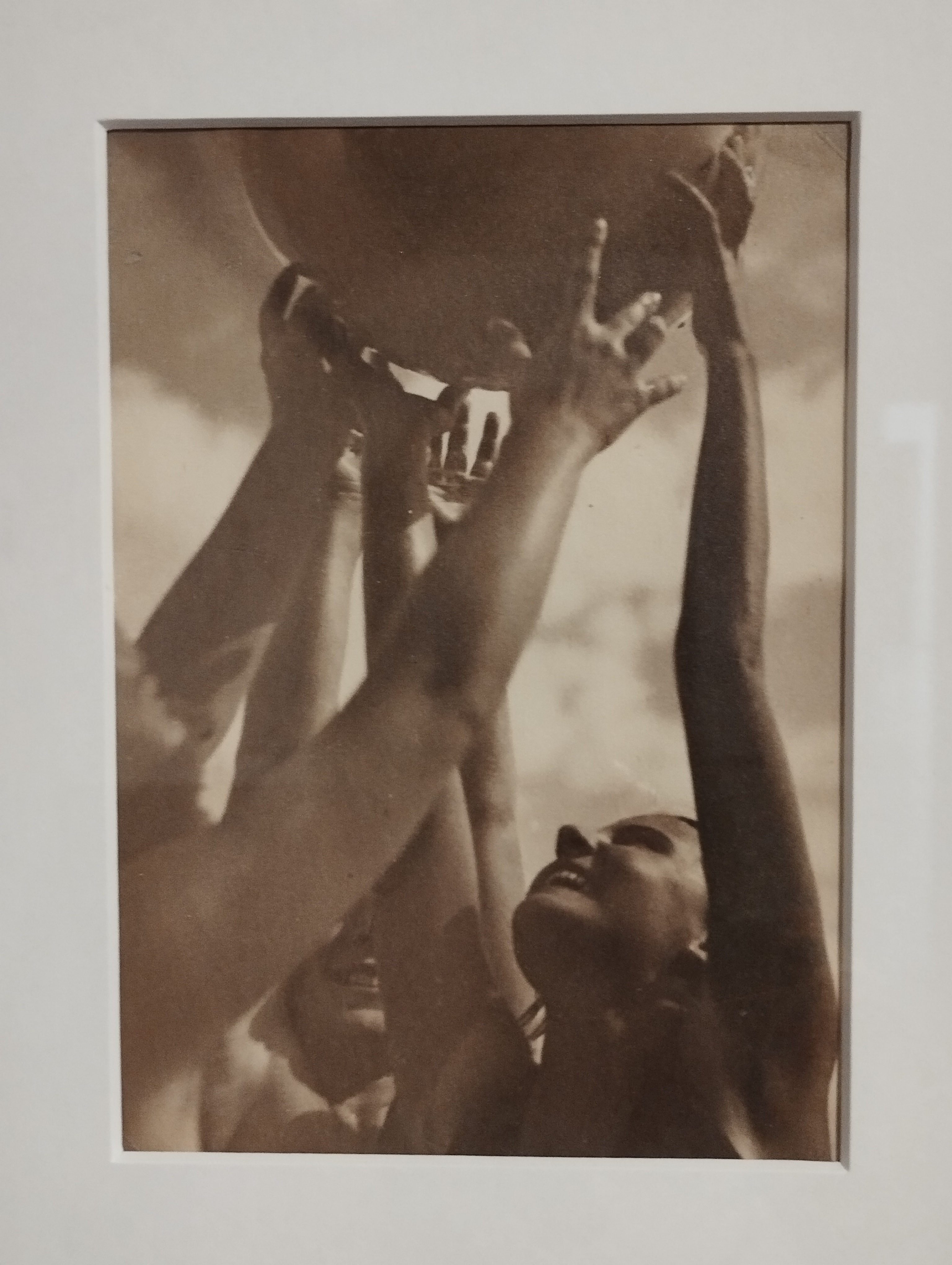
Joueuses de pelote (1936) Photographie de Mey Rahola

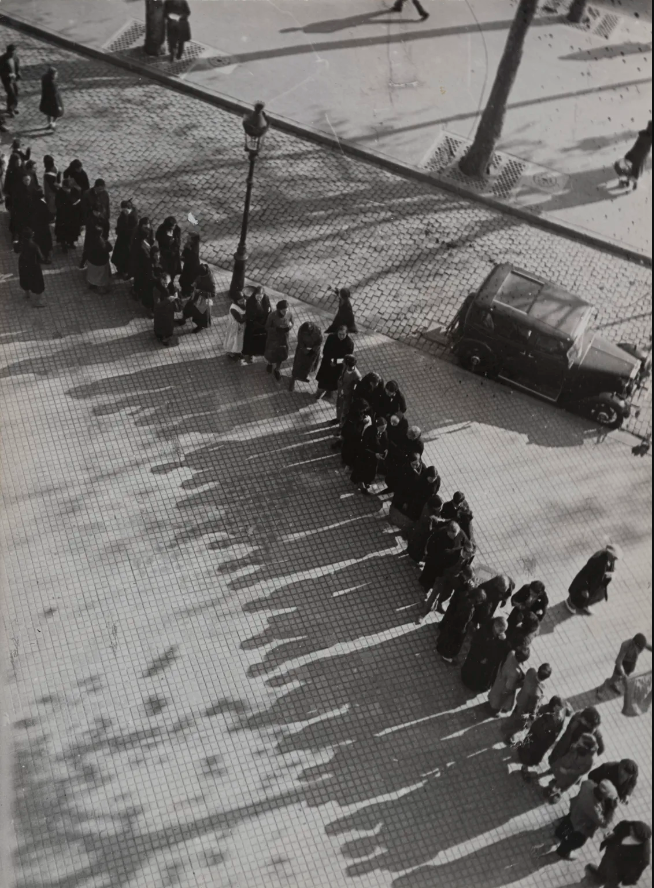
Queue pour le pain (1937) Photographie de Mey Rahola

Ce n'est qu'une fois installée à Barcelone en 1930 qu'elle commence à travailler comme photographe. Elle a appris la technique grâce à la collection d'appareils photo de son père et avec l'aide de son oncle Silví Rahola. Son beau-frère, Joan Xirau, ami de jeunesse de Salvador Dalí, installe un laboratoire de photographie dans le local de stockage de la pharmacie de Figueres et c'est dans ce laboratoire que Mey apprend à développer les images. Avec l’aide de son ami et photographe Antoni Campañà, elle améliore sa technique.
C'est à cette époque que Mey commence à se faire connaître sur la scène photographique artistique catalane de l’époque. Elle expose ses œuvres au Real Club Maritime de Barcelone (es) et est la seule femme à remporter un prix, dans trois catégories, au concours « Catalunya 1934 » du journal El Día Gráfico (es). Elle publie également un reportage photo dans le magazine féminin Claror. En 1935, elle est la seule femme à être exposée au III Saló Internacional d’Art Fotográfico. En janvier 1936, elle devient membre de la Société photographique catalane (es) et, deux mois plus tard, elle remporte la médaille d'argent au concours annuel. Les critiques contemporains saluent son travail, et Joaquim Pla Janini lui dédit un négatif. La même année, elle réalise un voyage photographique à travers l'Espagne avec son ami Antoni Campañà.
À la suite de la guerre civile espagnole, elle s'exile en France, où elle assure sa survie et celle de sa famille en prenant des photos de cartes postales dans la salle à manger de sa maison et en travaillant pour un autre studio de photographie à Lyon qui réalise des photographies d'identité pour les cartes de rationnement. En France, elle peint également les derniers portraits de Manuel Azaña, réalisés lors d'une visite à Arcachon.   
Après la fin de la guerre, elle continue à prendre des photos à Cadaqués et dans les Alpes. En 1947, son mari obtient un emploi au siège de l'UNESCO et la famille s'installe à Vaucresson, près de Paris. Au cours des dernières années de sa vie, elle joue de l'accordéon dans un groupe de danse folklorique et effectue également des tournées en Union des Républiques socialistes soviétiques (URSS). Elle décède d'un accident vasculaire cérébral le 17 août 1959.

## Vie personnelle
Mey Rahola et Josep Xirau Palau ont eu 3 enfants, Maria Teresa (1923), Albert (1925) et Jaume (1927). 
En parallèle de son intérêt pour la photographie, elle se passionne pour la voile et remporte des régates.

## Héritage
En octobre 2020, l'exposition intitulée PINTAR, CREAR, VIURE. ARTISTES DONES A L'IL EMPORD (1830-1939) a été inaugurée au Musée de l'Empordà. Avec cette exposition, l’œuvre de cette photographe est reconnue. Ces dernières années, son travail a été étudié, découvert et catalogué. Ainsi, grâce aux recherches menées dans les archives familiales, il a été possible de cataloguer plus de 650 tests positifs et 350 négatifs, datés entre 1932 et 1950.  
La photographe-historienne Roser Martínez a trouvé quelques photographies de Mey dans la maison du musicologue Lluís Bertran. Il est l'arrière-petit-fils de Mey Rahola. Avec Bertran, Martinez commence une grande enquête qui va durer près d'une décennie. Cette recherche a servi de base à l'exposition Mey Rahola 1897-1959 La nouvelle photographe présentée au MNAC Musée National d'Art de Catalogne en 2022. 
C'est dans ce musée qu'une partie du fonds de la collection de Mey Rahola est conservée. 

## Expositions récentes
- 2 octobre 2020 au 10 janvier 2021 au Musée de l’Empordà : PINTAR, CREAR, VIURE. ARTISTES DONES A L'IL EMPORD (1830-1939)
- 25 novembre 2022 – 11 september 2023 au MNAC Musée National d'Art de Catalogne : Mey Rahola 1897-1959 La nouvelle photographe
- 26 november 2022 – 9 april 2023 au Musée de l’Empordà : Mey Rahola Désirs d'horizons

#### Articles
- Inès Boittiaux, « Mey Rahola, photographe et navigatrice intrépide dans l’Espagne des années 1930 », Beaux-Arts Magazine,‎ 26 mars 2024 (lire en ligne)

- Julie Goy, « La guerre civile espagnole vue par une femme », Le Journal des Arts, no 603,‎ 20 janvier 2023 (lire en ligne)

- (en) Poppy Menzies Walker, « Mey Rahola (1897–1959): The new photographer ; Mey Rahola: Desire for Horizons », The Burlington Magazine, vol. 165, no 1442,‎ mai 2023 (lire en ligne)

- (es) Bertran Xirau, Lluís; Martínez Garcia, Roser, « Mey Rahola, una mirada retrobada », Revista de Girona, no 320,‎ 2020, p. 56 (lire en ligne)

#### Ouvrage
- (es) Mey Museu Nacional d'Art de Catalunya, Llouis Museu de l'Empordà, Roser Cambray et Roser Martínez, Mey Rehola: fotógrafa, 1897-1959, Museu Nacional d'Art de Catalunya, 2022 (ISBN 978-84-8043-393-8)

#### Documentaires
- « Invitation au voyage : Mey Rahola en Catalogne », reportage de Fabrice Michelin, 2024, diffusé sur Arte le 27 février 2024. Documentaire visible sur le site d'Arte

- « Mey Rahola, photographie et modernité », conférence de Roser Martínez Garcia et Lluís Bertran Xirau, le 8 mars 2021. Conférence visible sur le site fotoConnexió